# Norio Takashima
Norio Takashima (* 1951 in Tokio) ist ein ehemaliger Tischtennisspieler aus Japan. Er nahm von 1973 bis 1981 an fünf Weltmeisterschaften teil und gewann dabei fünf Medaillen.
Norio Takashima ist Rechtshänder, er spielte im Shakehand-Stil und war Abwehrspieler. Viermal wurde er japanischer Meister, nämlich 1972, 1978, 1979 und 1980. 1978 gewann er die Offenen amerikanischen Tischtennismeisterschaften. Bei den Weltmeisterschaften 1973, 1979 und 1981 holte er mit der Mannschaft Bronze, 1977 sogar Silber. 1975 erreichte er im Einzel das Halbfinale, in dem er dem Jugoslawen Antun Stipančić unterlag.
In der Weltrangliste belegte er 1975 Platz sechs.